# Carnoy
Carnoy korábbi község Franciaországban, Somme megyében. Lakosainak száma 104 fő (2018. január 1.). Carnoy Bray-sur-Somme, Mametz, Maricourt, Montauban-de-Picardie és Suzanne községekkel határos.
2019. január 1-jén Mametz korábbi községgel egyesült és az így létrejött Carnoy-Mametz új község része lett.

## Népesség
A település népességének változása:
| Lakosok száma | 106  | 103  | 100  | 102  | 104  |
|               | 2013 | 2015 | 2016 | 2017 | 2018 |